# Parque Nacional e Reserva da Baía dos Glaciares

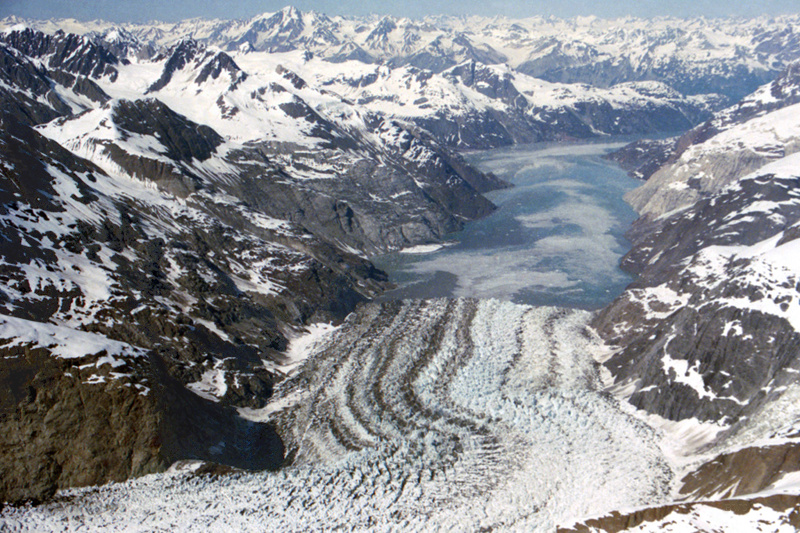
O Johns Hopkins Glacier, em 2002.

Glacier Bay National Park and Preserve é um parque nacional localizado nas regiões de Hoonah-Angoon e Yakutat, no sul do Alasca, nos Estados Unidos.